# فرودگاه کاکایدی
فرودگاه کاکایدی (به انگلیسی: Kakaydy) یک فرودگاه است که یک باند فرود آسفالت دارد. این فرودگاه در شهر ترمذ کشور ازبکستان قرار دارد و در ارتفاع 368 m متری از سطح دریا واقع شده است.